# 原子吸光

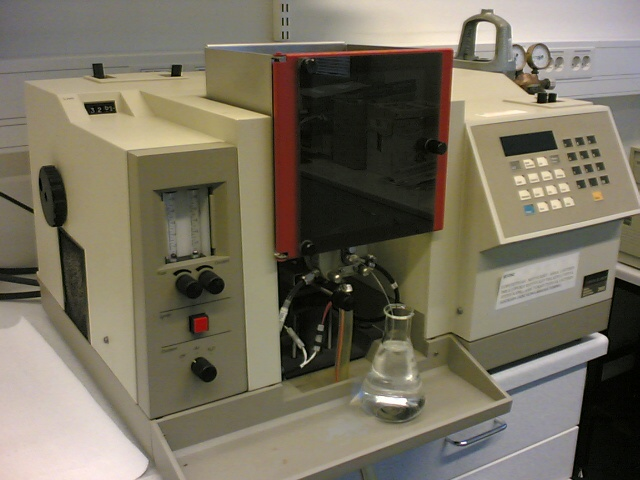
原子吸光分析装置

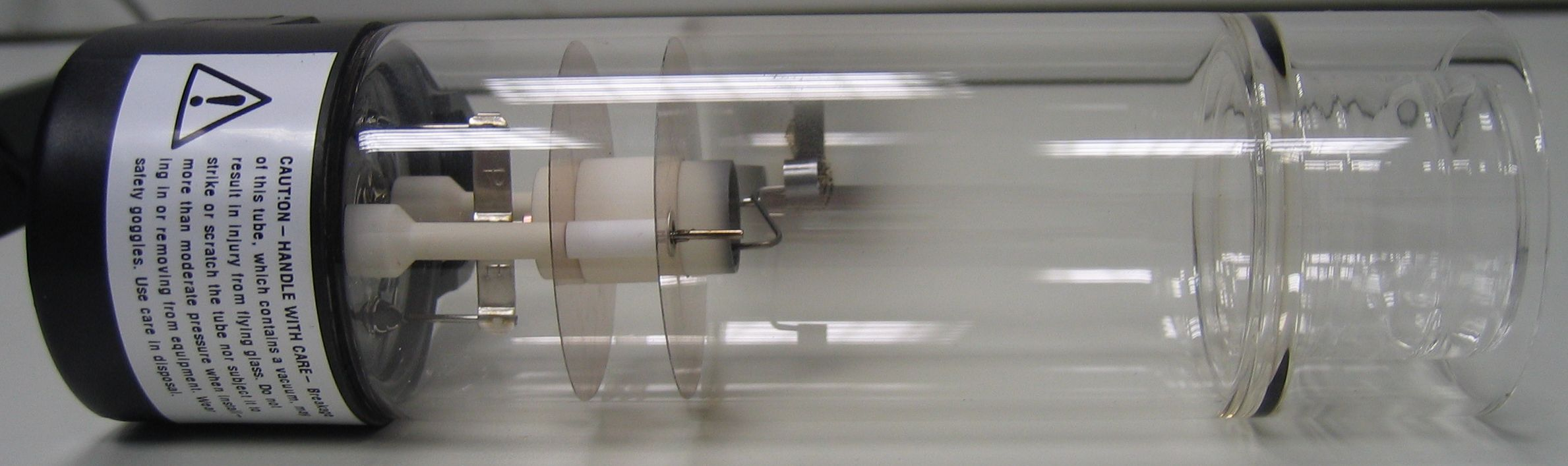
ホロカソードランプ (HCL) 陰極には測定したい元素の金属やその合金などが用いられる。また内部にネオンやアルゴンが封入されており放電によりイオン化する。このイオンと衝突することで陰極から飛び出した目的元素の原子蒸気が、さらにイオンや電子と衝突し、原子固有のスペクトルからなる電磁波を放出する。

原子吸光（げんしきゅうこう）とは、高温に加熱して原子化した物質に光を照射したときに、構成元素に固有の幅の狭い吸収スペクトルを示す現象、あるいはそれを利用して試料に含まれる元素の定性と定量を行う分析方法のことを言う。

## 原子吸光分光法
原子吸光分光法 (Atomic Absorption Spectrometry, AAS) は、試料を高温中（多くはアセチレン-空気炎中や黒鉛炉中）で原子化し、そこに光を透過して吸収スペクトルを測定することで、試料中の元素の同定および定量を行うものである。通常分析対象とするのは溶液であり、工場排水などの水溶液中に含まれる微量元素の検出などに用いられる。
本法は特定の元素に対し高い選択性を示すため、多くの分野で無機質分析の公定法として採用されている。
しかしながらAASのスペクトル幅はきわめて狭いため、光源としては目的元素に特化したホロカソードランプを用いなければならない。したがって、測定したい元素の数だけランプを用意しなくてはならず、多成分の試料を同時に測定するには難がある（機種によっては、複数のランプを装着したマガジンを回転させることで同時分析を可能にしたものも存在する）。
また、目的元素によっては混入した他元素によって妨害を受けることがあり、試料の前処理等にも配慮する必要がある。
化学炎で原子化させるフレーム法（フレーム発光）と化学炎を用いないで原子化するフレームレス法（FL-AAS）がある。フレームレス法の代表的なものに黒鉛（グラファイト）炉内で電気的な加熱により原子化するファーネス法がある。ファーネス法はフレーム法より高感度でppbレベルでの分析が可能である。